# La Portera
La Portera és una pedania del municipi de Requena, al País Valencià, comarca de Requena-Utiel.

## Història
La Portera deu el seu nom a una casa de labor que existí pel 1650, propietat d'un senyor que només tenia una filla. Aquesta va entrar com a religiosa en el convent de les Agustinas de Requena, a les quals va llegar com a dot aquesta propietat. La nova monja va ocupar el càrrec de portera, i va seguir administrant la finca. El 1870 sols existien 20 cases repartides entre el carrer de l'Església, la plaça de Sant Josep i el camí de Requena a Cofrents. En la primera meitat del segle xx la població no va deixar d'augmentar, fins a arribar en 1950 a 447 habitants. L'emigració reduiria notablement aquestes xifres i en 1970 es registraven 342 habitants. Els últims censos donen una xifra propera als 150 habitants.

## Economia
La principal activitat econòmica de la Portera és la viticultura. La major part de la producció es canalitza a través de la Cooperativa Valenciana Agrícola "La Unión", creada en 1958. La capacitat actual arriba als 4 milions cinc-cents mil litres i es ronda en aquests moments els 90 associats.

## Festes
En la Portera se celebren festes en honor dels seus dos patrons: Sant Josep i Mare de Déu de l'Assumpció.
La celebració de Sant Josep comença la vespra, amb un sopar al voltant d'una foguera en la qual els porterenses poden gaudir de l'embotit de la terra i els vins de la seva cooperativa. El matí següent és el moment d'honrar al patró en una Missa, seguida de processó i de repartiment de pa beneït.
L'Assumpció va passar a formar part de la vida de la Portera quan la propera finca de "El Churro" va donar la imatge a la parròquia. Des d'aquest mateix moment La Portera ha commemorat cada 15 d'agost aquesta festivitat. Cada any per aquestes dates la pedania s'ample de visitants, i es preparen revetlles, jocs i cucanyes, s'ornamenten els carrers, tenen lloc concursos de paelles, etc. El dia gran comença amb la tradicional Santa Missa i Processó amb pa beneït, i des de l'any 1994 s'ha incorporat com una tradició més l'Ofrena de Flors i Fruits a la Verge el 14 d'agost.

## Entorn
La Portera està envoltada de bosc i muntanya pels quatre costats. Ofereix multitud de possibilitats per passejar, anar amb bicicleta o passar una tarda de berenar a l'aire lliure. Un dels paratges més emblemàtics és Hórtola i la seva Font de la Carrasca. Situat a mig camí entre La Portera i Los Pedrones, aquest lloc és per a molts cita obligada durant Pasqua i Setmana Santa.